# Marek Gawdziński

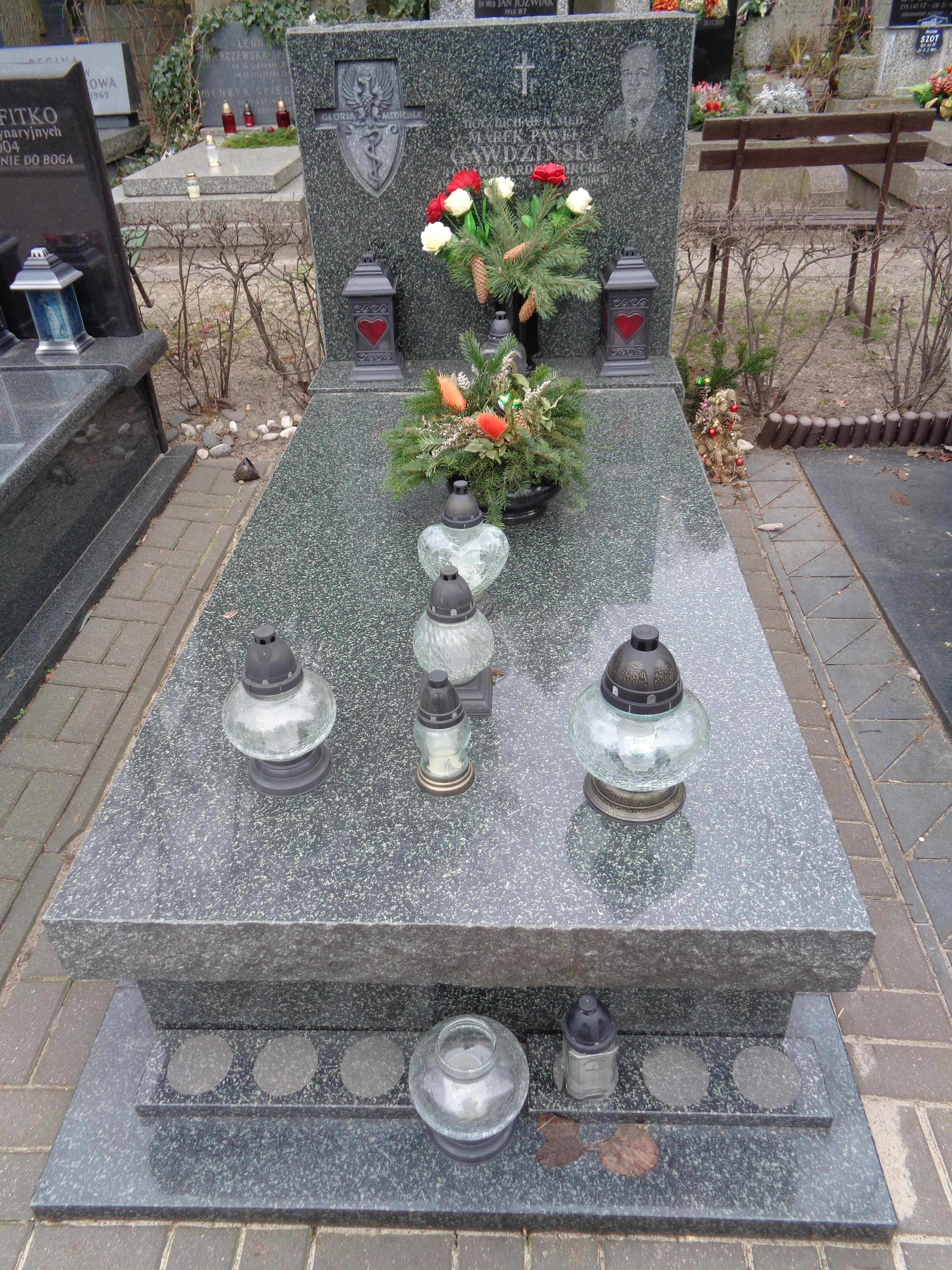
Grób Marka Gawdzińskiego na wojskowych Powązkach

Marek Gawdziński (ur. 29 czerwca 1936, zm. 14 czerwca 2009) – docent doktor habilitowany nauk medycznych, lekarz kardiochirurg.

## Życiorys
Maturę zdał w 1954. Studiował na warszawskiej Akademii Medycznej, będąc uczniem Leona Manteuffela. Po studiach rozpoczął pracę w Klinice Chirurgii Klatki Piersiowej, mieszczącej się w Instytucie Gruźlicy w Warszawie, gdzie uzyskał specjalizacje I i II stopnia. Odbył również roczny staż w Wielkiej Brytanii a w 1974 uzyskał stopień doktora nauk medycznych. W 1971 rozpoczął pracę w Oddziału Torakochirurgii i Chirurgii Ogólnej Centralnego Szpitala Klinicznego Ministerstwa Spraw Wewnętrznych. Był zastępcą ordynatora a następnie ordynatorem chirurgii a następnie kardiochirurgii w tym szpitalu. Habilitował się w 1983 a w 1993 uzyskał tytuł specjalisty w zakresie kardiochirurgii. Pochowany na wojskowym cmentarzu na Powązkach w kwaterze A29-tuje-5.
Odznaczenia:
- Krzyż Komandorski Orderu Odrodzenia Polski
- Srebrny Krzyż Zasługi